# 스키터 데이비스
매리 프랜시스 페닉(영어: Mary Frances Penick, 1931년 12월 30일 ~ 2004년 9월 19일)은 스키터 데이비스로 알려진 미국의 가수이다.

## 생애
그녀는 켄터키주의 드라이 릿지라는 농장에서 Mary Frances Penick라는 본명으로 태어났다. 1950년대에 데이비스 시스터즈에서 데이비스라는 이름을 차용했으며, 그녀의 할아버지가 붙여준 닉네임- 마치 모기처럼 웅웅거리며 노래하면서 쇼맨십을 발휘했다는 의미인 스키터를 조합해서 스키터 데이비스라고 예명을 붙였다.
스키터는 인근의 켄터키주 코빙톤의 딕시 고교를 다녔고 베티 잭 데이비스를 만났다. 그둘은 나중에 데이비스 시스터즈를 결성했다. 그 둘은 RCA 빅터와 음반계약을 하게 되며 넘버원 히트송인 “I Forgot More Than You'll Ever Know”를 발표했다. 단기간의 성공에도 불구하고 동료이자 절친한 친구인 베티는 자동차사고로 죽게 되는 비극을 겪었다. 스키터 역시 이 사고로 심각한 부상을 당했지만 회복하고 스키터는 솔로로 재기했다. 1957년까지 스키터는 컨트리 뮤직에서 최고 탑 가수들 중의 한 명이었다. 스키터는 당시로선 드문 오버더빙을 통해 하모니 보컬을 녹음한 걸로 잘 알려져 있으며 친구였던 체트 애킨스의 도움 또한 컸다고 한다. 1959년에 Grand Ole Opry라는 컨트리 라디오 방송 프로그램 고정 출연했다. “Set Him Free라는 곡으로 그래미상에 후보로 올랐다. 1960년 한 해 동안 스키터는 RCA사에서 가장 성공한 컨트리 가수였다. 41개의 컨트리 차트를 랭크시켰고 그중에서 13곡은 팝 차트에 랭크시켰다. 그 중에서 우리에게 가장 알려진 "The End Of The World"는 컨트리와 팝 차트에 2위까지 오르는 대 히트를 기록했다.
"My Last Date With You", "Am I That Easy to Forget", "I Can't Stay Mad At You", "Gonna Get Along Without You Now", "What Does it Take", 그리고 "I Can't Believe That it's All Over" 등의 히트곡을 남긴다. 그녀는 총 다섯 번의 그래미 후보에 올랐다.
1973년에 스키터는 정치성을 이유로 방송에서 퇴출되게 되는 수난을 겪게 된다.(어떤 체포된 크리스챤의 무죄를 입증하기 위한 헌정곡을 불렀다는 정치적 이유) 그러나 1975년에 다시 참가했다. 그 이후에 쇼는 2004년까지 계속됐다. 1970년도에 스키터는 싱가폴, 스웨덴, 바바도스 같은 해외공연도 나섰다. 데이비스는 4번이나 결혼을 했다. Kenneth Depew와 처음 결혼을 했으며 Ralph Emery와 1960년에 결혼했고 1964년 이혼했으며 NRBQ 베이스 연주자 Joey Spampinato와 1996년에 이혼했다.
1985년작 "She Sings, They Play"에 그들 둘의 협연을 느낄 수 있다. 그녀의 자서전”켄터키로 가는 버스 요금”은 1993년에 발표되었다. 데이비스는 독실한 기독교인이었다. 데이비스는 1988년 이후 유방암과 투병했고 2004년 Nashville, Tennessee hospice에서 숨을 거두었다. 그녀는 죽기까지 Franklin, Tennessee에서 살았다. 스키터의 대표작인 "The End of the World는 많이 리바이블되었으며 카펜터스에 의해 불리기도 했다. 비교적 최근에는 Agnetha Faltskog "My Colouring Book" 앨범에서도 리메이크 되었으며 피아니스트 김광민이 피아노 곡으로 리메이크하였다.